# Vietnam Veterans Memorial

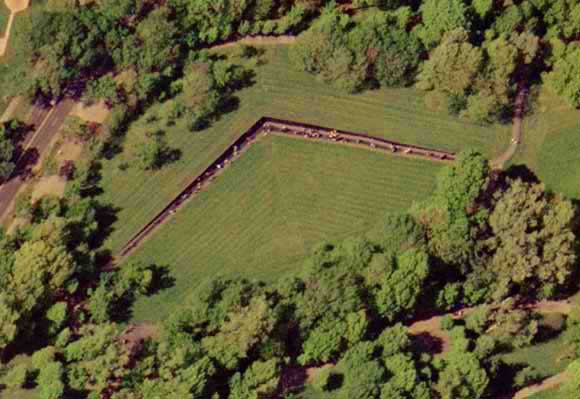
Satelitarne zdjęcie muru zrobione 26 kwietnia 2002 przez United States Geological Survey

Vietnam Veterans Memorial (pomnik Weteranów Wojny w Wietnamie, pomnik Weteranów Wojny Wietnamskiej) – narodowy pomnik w Waszyngtonie czczący pamięć żołnierzy amerykańskich sił zbrojnych, którzy zginęli w czasie wojny wietnamskiej. Główna część pomnika została ukończona w 1982 i mieści się w Constitution Gardens, w pobliżu mauzoleum Abrahama Lincolna. 
Pomnik składa się z trzech oddzielnych części: Three Soldiers, Vietnam Women's Memorial i Vietnam Veterans Memorial Wall, który jest najbardziej znaną częścią pomnika. Mur jest zbudowany z dwóch ścian z czarnego granitu i ma około 75 m długości. Są w nim wyryte, w kolejności chronologicznej, nazwiska żołnierzy poległych w wojnie wietnamskiej - do 2003 zarejestrowano 58325 nazwisk.
Ściany są osadzone w gruncie - w najwyższym punkcie wystają z niego na 3 m, w najniższym na 20 cm. Granitowa płyta od lewej strony staje się coraz wyższa, co symbolizuje coraz większe zaangażowanie Stanów Zjednoczonych w konflikt. Granit został specjalnie sprowadzony z Bengaluru w Indiach. Jedna ze ścian wychodzi na pomnik Jerzego Waszyngtona, druga na mauzoleum Abrahama Lincolna. Wzdłuż ścian znajduje się ścieżka dla zwiedzających.
Memorial Wall został zaprojektowany przez 21-letnią studentkę architektury z Uniwersytetu Yale, Maya Ling Lin, która zwyciężyła w narodowym konkursie na projekt pomnika. 6 maja 1981 jury złożone z architektów i rzeźbiarzy jednogłośnie wybrało projekt Lin spośród 1421 prac. Położenie kamienia węgielnego miało miejsce 26 marca 1982, a otwarcie 13 listopada 1982, po przemarszu tysięcy weteranów wojny wietnamskiej.
W projekcie brakuje wielu elementów typowych dla tradycyjnych pomników wojennych, jak patriotyczne inskrypcje, postacie bohaterów (chociaż statua The Three Soldiers została dodana do kompleksu w 1984, a Vietnam Women's Memorial w 1993, w pewnej mierze na skutek niezadowolenia niektórych osób z pierwotnego projektu). Nazwiska są wymienione w kolejności dat śmierci żołnierzy, bez informacji o stopniu wojskowym, jednostce i odznaczeniach. Pomnik otaczały z początku kontrowersje – niektórzy weterani utrzymywali, że jest niestosowny i niewystarczająco patriotyczny. Jednak z czasem pomnik stał się jednym z najchętniej odwiedzanych miejsc w Waszyngtonie.